# Стефан Качмаж
Сте́фан Ка́чмаж (пол. Stefan Kaczmarz; 20 березня 1895, м. Самбір, нині — Львівської області — 1 вересня 1939) — польський математик, винахідник методу Качмажа розв'язання системи лінійних алгебраїчних рівнянь, що знайшов застосування в комп'ютерній томографії.

## Життєпис
Стефан Маріан Качмаж народився 20 березня 1895 року у Самборі (нині Львівська область) в родині державного службовця Миколая Качмажа та Емілії зі Смичинських. В родині крім Стефана було ще троє дітей — Ґелена, Роман та Юстас.
Протягом 1901—1905 років він навчався у початковій школі міста Кенти, повіт Бяла. У 1905—1907 роках навчався в гімназії у Вадовицях, у 1907—1913 роках — у Другій цісарсько-королівській (державній) гімназії в Тарнові, яку закінчив з відзнакою. У вересні 1913 року С. Качмаж вступив на філософський факультет Ягеллонського університету, де вивчав математику, фізику та хімію.
З початком першої світової війни С. Качмаж 1 вересня 1914 року вступив до Польських легіонів. Після їхнього розпуску він відмовився скласти присягу та був інтернованим, а в березні 1918 року демобілізований з війська. Цього ж року він повернувся на навчання до Ягеллонського університету, який закінчив у 1922 році. Протягом цього часу він служив певний час в Академічному батальйоні (листопад 1918 — лютий 1919), у Польському війську (липень 1920 — листопад 1920).
Для отримання фаху вчителя С. Качмаж закінчив у жовтні 1922 року Педагогічні студії Ягеллонського університету. Вчительський іспит складав уже у Львові і в 1930 році отримав диплом вчителя середніх шкіл. З 1 жовтня 1921 року до кінця вересня 1923 року він працював асистентом кафедри математики в Гірничій академії у Кракові. З 1 листопада 1923 року, за намовою Стефана Банаха, С. Качмаж перейшов на посаду асистента кафедри математики Львівської Політехніки, де до вересня 1922 року працював Стефан Банах. Кафедрою керував професор Антоній Ломницький. С. Качмаж там займав посади: молодшого асистента (1923—1924), старшого асистента (1924—1934), ад'юнкта (1934‒1939). На рільничо-лісничому та загальному факультеті він читав такі лекції: аналітична геометрія, вибрані розділи вищого аналізу, інтегральні рівняння, алгебраїчні криві, тригонометричні та ортогональні ряди, основи алгебри, теоретична арифметика, неевклідова геометрія, теорія груп, прикладна математика.
У 1924 році С. Качмаж подав до Ради філософського факультету Львівського університету докторську працю «O związkach pomiędzy pewnymi typami równań funkcyjnych i różniczkowych» («Відносини між певними типами функціональних рівнянь і диференціальної»). Рецензентами праці були Станіслав Рузевич та Євстахій Жилінський. Далі тематика його наукових праць стосується теорії ортогональних систем та рядів. З дослідженням на цю тематику він виступав на першому Конгресі польських математиків у Львові (1927), Міжнародному конгресі математиків в Болоньї (1928), першому Конгресі математиків слов'янських країн у Варшаві (1929).
У 1929 році відбулася габілітація С. Качмажа у Львівському університеті. Габілітаційна праця була надрукована окремою брошурою «O zbieżności i sumowalności rozwinięć ortogonalnych». На габілітаційному колоквіумі йому були поставлені запитання:
- проф. Г. Штайнгауз — джерела теорії ортогональних рядів в математичній фізиці, в інших галузях прикладної і чистої математики (наприклад, в алгебрі); проф. Є. Жилінський — найновіші течії в математичному аналізі; проблеми основ математики, наприклад інтуїцизм;
- проф. С. Рузевич — вплив теорії множин на розвиток класичного аналізу; функції, які зображені аналітично; нерозв'язані проблеми з теорії чисел;
- проф. С. Банах — сьогоднішній стан проблем збіжності і підсумовування ортогональних рядів; неевклідова геометрія.

У 1932 році С. Качмаж провів шість місяців у Кембриджі та два місяці у Гетінгені, маючи стипендію Національної федерації культури. Там він спілкувався з Г. Х. Харді, слухав лекції Н. Вінера та інших.
У 1935 році він мав доповідь на Міжнародному конгресі математиків в Осло. В цьому ж році була опублікована монографія «Theorie der Orthogonal reihen», авторами якої були С. Качмаж та Г. Штайнгауз. Ця монографія згодом була перекладена і видана російською мовою (1958).
Після габілітації як приват-доцент С. Качмаж прочитав такі курси у Львівському університеті: неевклідова геометрія, інтегральні рівняння з застосуванням до рівнянь фізики, інтеграл Фур'є та його застосування, ізопараметричні задачі, геометрія опуклих тіл, спеціальні розділи диференціальної геометрії, ряди Фур'є, аналітична геометрія, елементи математичної статистики, номографія, математика для природничників.
Науковий доробок С. Качмажа складає монографія та 32 наукові статті. Його праці стосуються проблем збіжності та підсумовування ортогональних рядів, теорії функцій дійсної змінної, зокрема, функційних рівнянь, а також застосувань математики.
Хоча більшість наукових результатів стосуються теорії ортогональних систем, однак, найбільш цитованою є його праця, яка містить метод наближеного розв'язування систем лінійних рівнянь з дуже великою кількістю змінних — стаття «Angenäherte Auflösung von Systemen linearer Gleichungen», що вперше була опублікована у 1937 році. Англійський переклад статті була опублікований лише у 1993 році у «International Journal of Control». Метод Качмажа має і сьогодні широке застосування e прикладній математиці. Він увійшов до академічних підручників, наприклад, тих, що стосуються комп'ютерної томографії.
На початку другої світової війни С. Качмаж як поручик резерву отримав 2 вересня 1939 року повістку про прибуття до Варшави. Наступного дня він виїхав в однострої до Варшави. 5 вересня 1939 року дружина отримала поштову картку, яку він вислав їй з дороги. То була остання інформація про Качмажа.
С. Качмаж був одружений у 1928 році з Геленою Фірліцькою, яка була вчителькою початкової школи в Новім Сончу. Вони мали двох дочок Христину та Здіславу. У квітні 1940 року дружину Качмажа з дочками було вивезено до Семипалатинська, що у Казахстані. Колега Качмажа ще з служби в легіонах, керівник кафедри астрономії університету Евгеніуш Рибка писав до усіх можливих інстанцій — від обкому компартії й до самого Сталіна — про помилкоке вивезення сім'ї Качмажа. Ці листи підписували Банах, Мазур, Ломницький, Рубінович. Восени родина Качмажа повернулась до Львова і Гелена працювала лаборанткою на кафедрі астрономії. Після переїзду до Польщі вона була секретаркою на кафедрі Е. Рибки у Вроцлавському університеті.

## Версії смерті Стефана Качмажа
Загинув 1939 року як поручник Війська Польського під час вторгнення радянських військ у Польщу. Вважалося, що він став жертвою Катині, але його в катинських списках нема. Як саме Качмаж помер досі неясно. Проте існують 2 версії його смерті.
Перша версія
За цією версією Качмаж помер у вересні 1939 року під Умястовим. Про це згадується у наступних джерелах:
- В біографії Качмаж, яка була написана його дружиною Хеленою після війни: «3 вересня 1939 Стефан Качмаж повільно пішов у військовій формі зі Львова до Варшави. Немає даних, де і коли він помер. Є два припущення: або загинули під час нальоту на поїзд або він убитий в Катині».
- Уідісо Орлікс: «Мобілізовано на початку війни, як лейтенанта запасу, він був убитий у вересні 1939 року під Умястовим».
- Здіслава Качмаж, дочка Стефана в листі від січня 1987 року до асоціації Випускників Ягеллонського університету: «У відповідь на заклик, що міститься в Асоціації No. 26/86 передати дані про батька, випускника Ягеллонського університету, який був убитий у вересні 1939».

Друга версія
За цією версією Качмаж помер в квітні або травні 1940 року в Катині. Про це згадується у наступних джерелах:
- Яніна Снітко: «У вересні 1939 року Стефан Качмаж — солдат польських легіонів під час Другої світової війни — він знову був покликаний в армію. Він був убитий в Катинському лісі».
- Джедрзеж Таколскі: «Качмаж Стефан. Офіцер. Математик, доктор. Львів. Шанс. Катинськ».
- Саомір Кальбаркзік: «У вересні 1939 року він був призваний на дійсну військову службу як офіцер. Взяті в полон радянськими військами, він був ув'язнений у таборі Козельськ. Він був убитий в Катині».
- Христина Дзьедзік — Качмаж дочка (ця інформація, отримана від Христини у телефонній розмові від 28 жовтня 2005 року): «Відомо наступне, що є інформація: 2 вересня 1939 року Качмаж був призначений до Варшави. Він залишив там поїзд на наступний день. 5 вересня 1939 року прийшла листівка. Це було між 17 вересня і жовтнем 1939 року. Можливо, що помер в Катині, але його не має в будь-якому із списків жертв Катині».